# Campeonato Mundial das Nações Emergentes da IHF de 2015
O Campeonato Mundial das Nações Emergentes da IHF de 2015 foi a primeira edição do Campeonato Mundial das Nações Emergentes da IHF. Foi disputado na República do Kosovo, nas cidades de Pristina e Gjakova, de 20 a 26 de junho de 2015.
Dezesseis países disputaram o torneio, várias seleções europeias que não se classificaram para o Campeonato Europeu de Handebol Masculino de 2014, além de Austrália, Camarões, China e Uruguai.

## Times
| Grupo A     | Grupo B     | Grupo C  | Grupo D  |
| ----------- | ----------- | -------- | -------- |
| Armênia     | Albânia     | China    | Andorra  |
| Austrália   | Camarões    | Irlanda  | Bulgária |
| Ilhas Feroé | Estónia     | Malta    | Letônia  |
| Kosovo      | Reino Unido | Moldávia | Uruguai  |